# Langel (Köln)
Der Stadtteil Langel liegt im rechtsrheinischen Süden der Stadt Köln im Stadtbezirk Porz.

## Lage
Langel grenzt im Südosten an Ranzel und im Süden an Lülsdorf, beides Stadtteile von Niederkassel, sowie im Westen an den Rhein und im Norden an den Kölner Stadtteil Zündorf. Auf der westlichen Rheinseite befinden sich die Kölner Stadtteile Godorf und Sürth.

## Geschichte
Langel wurde erstmals im Jahr 965 als Langalon urkundlich erwähnt. Seit dem Mittelalter gehörte der Ort zum Amt Porz im Herzogtum Berg. Im Jahr 1635 wurden Einwanderungsbestimmungen erlassen. Danach musste jeder Neubürger vereidigt werden. Jeder Dorfbewohner hatte auf Anweisung der Abtei Sankt Pantaleon für den Kirchturm und die Glocken der katholischen Dorfkirche zu sorgen. Außerdem waren der Pfarrer und der Küster zu versorgen.
Mit der Errichtung des Großherzogtums Berg im Jahr 1806 und der Neugliederung der Verwaltung nach französischem Vorbild im Jahr 1808 kam Langel an das Département Rhein. Seit 1815 gehörte Langel zu Preußen und war der Bürgermeisterei Wahn zugeordnet.
1910 gründeten 13 Männer aus Langel die Freiwillige Feuerwehr in Langel. Mit der Eingemeindung in das Gebiet der Stadt Köln wurde die heute noch existierende Löschgruppe Langel in die Organisation der Feuerwehr Köln integriert. Die Löschgruppe existiert noch heute und ist für den Brandschutz in Porz-Langel zuständig.
Die Bürgermeisterei Wahn wurde 1928 in Amt Porz umbenannt und 1929 um das Amt Heumar erweitert. Im Jahr 1975 wurde Langel schließlich in die Stadt Köln eingemeindet.

## Bevölkerungsstatistik
Struktur der Bevölkerung von Köln-Langel (2021):
- Durchschnittsalter der Bevölkerung: 44,5 Jahre (Kölner Durchschnitt: 42,3 Jahre)
- Ausländeranteil: 8,6 % (Kölner Durchschnitt: 19,3 %)
- Arbeitslosenquote: 5,6 % (Kölner Durchschnitt: 8,6 %)

## Freizeit
Der TuS Langel ist der größte Sportverein im Ort. Neben Fußball werden weitere Sportarten angeboten. Die Unter anderem unterhält der Verein eine Ballettgruppe, die auch einkommensschwachen Familien erlaubt, diese sonst eher teure Sportart zu betreiben. Außerdem gibt es den Spielmannszug der örtlichen Freiwilligen Feuerwehr, der bei mehreren Festen während und außerhalb der Karnevalszeit auftritt.

## Verkehr

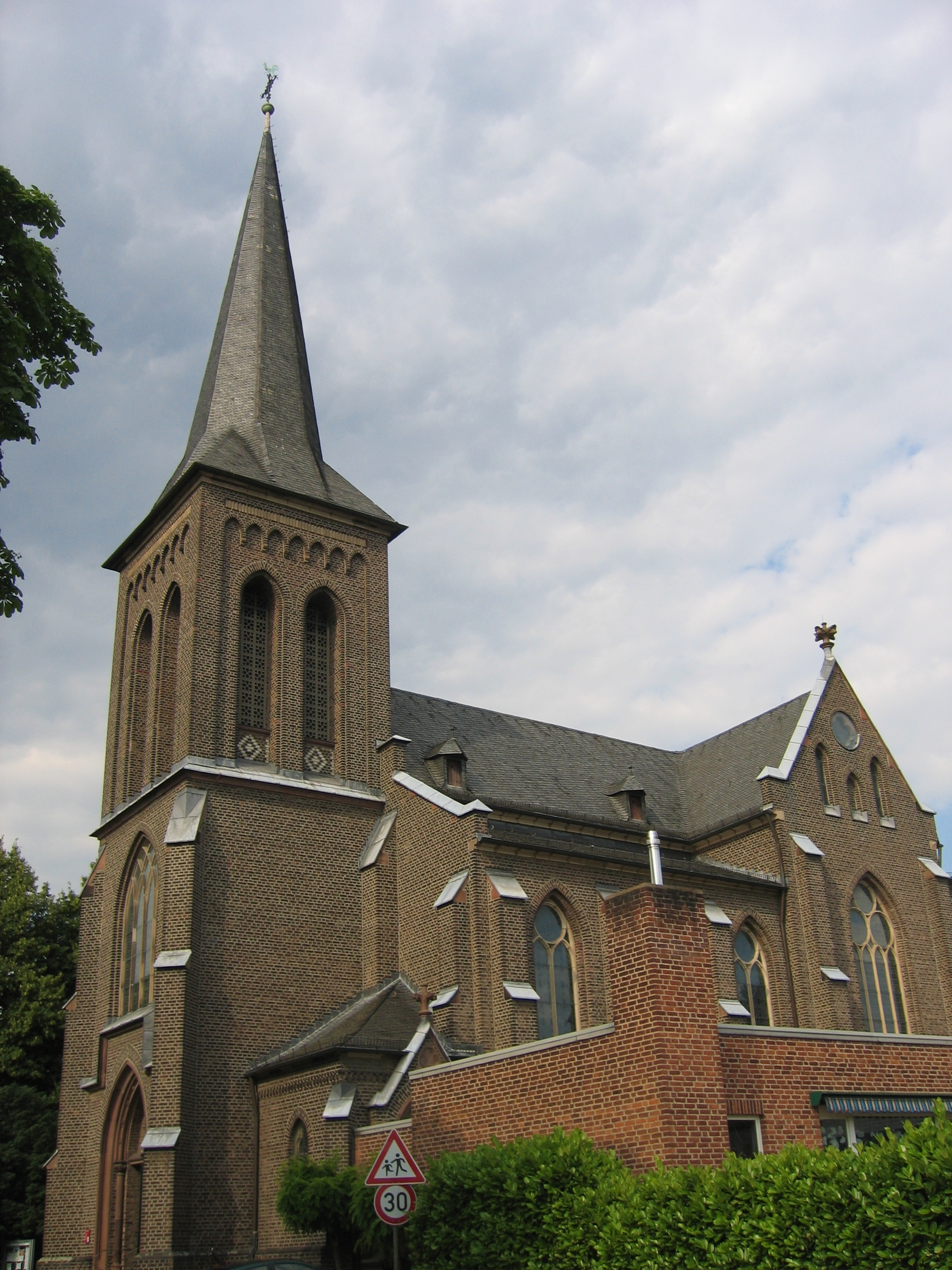
Katholische Kirche Sankt Clemens in Langel

Eine direkte Straßenbahnverbindung hat Langel nicht mehr, seit die Linie 7 im benachbarten Kölner Stadtteil Zündorf endet und die ehemalige Kleinbahn Zündorf-Siegburg eingestellt wurde. Pläne über eine Anbindung liegen seit Jahren auf Eis. Der Grund hierfür ist, dass die Trasse nach der Bahneinstellung verkauft wurde und mit dem jetzigen Eigentümer seit mehr als fünfzehn Jahren keine Einigung über den Verkauf oder Tausch von angrenzendem Land getroffen werden konnte.

## Sonstiges
Es gibt innerhalb der Kölner Stadtgrenzen noch einen weiteren Ort namens Langel, der zum Stadtteil Merkenich gehört. Dieser liegt am entgegengesetzten Ende des Stadtgebiets im linksrheinischen Norden.